# Élections sénatoriales de 2014 dans le Var
Les élections sénatoriales de 2014 dans le Var ont lieu le dimanche 28 septembre 2014. Elles ont pour but d'élire les quatre sénateurs représentant le département au Sénat pour un mandat de six années.

## Contexte départemental
Le Var fait partie des départements appartenant, avant la réforme de l'élection des sénateurs, à la série C. Une moitié de cette série, dont les sénateurs ont été renouvelés pour la dernière fois en 2004, a été intégrée à la nouvelle série 1 renouvelée en 2011, l'autre moitié, dont le Var, rejoint la Série 2 renouvelable en 2014. Les sénateurs sortants ont donc effectué un mandat de 9 ans, prolongé d'un an par le décalage des élections municipales et sénatoriales de 2007.
Lors des élections de 2004, quatre sénateurs avaient été élus au scrutin proportionnel : Hubert Falco et Christiane Hummel sur la liste UMP, François Trucy sur une liste dissidente DVD et Pierre-Yves Collombat sur la liste PS-PCF. Tous se représentent, sauf François Trucy.
Depuis 2004, le collège électoral, constitué des grands électeurs que sont les sénateurs sortants, les députés, les conseillers régionaux, les conseillers généraux et les délégués des conseils municipaux, a été entièrement renouvelé.
Le corps électoral appelé à élire les nouveaux sénateurs résulte des élections législatives de 2012 qui ont donné les huit sièges de députés à la droite, les élections régionales de 2010 qui ont maintenu la large majorité de gauche au conseil régional de Provence-Alpes-Côte d'Azur, les élections cantonales de 2008 et de 2011 qui ont vu la confirmation de la majorité de droite au sein de l'assemblée départementale, et surtout les élections municipales de 2014 qui ont vu un net recul de la gauche qui perd plusieurs de ses bastions : Brignoles, Le Luc et Le Pradet. Il faut de plus noter, l'arrivée de plus de 150 conseillers municipaux du FN (qui conquiert principalement Le Luc, Fréjus et Cogolin) et de l'extrême droite dans les communes de plus de 3 000 habitants, s'ajoutant au conseiller général élu en 2011 et aux quatre élus à la région venant du Var. Cependant, il faut noter qu'une bonne part du collège électoral du département est constitué de délégués de communes de moins de 1 500 habitants.

## Sénateurs sortants
| Sénateur | Sénateur              | Parti | Fonctions lors de l'élection en 2004             |
| -------- | --------------------- | ----- | ------------------------------------------------ |
|          | Pierre-Yves Collombat | PS    | Conseiller général, maire de Figanières          |
|          | François Trucy        | UMP   | Sénateur sortant                                 |
|          | Christiane Hummel     | UMP   | Conseillère générale, maire de La Valette-du-Var |
|          | Hubert Falco          | UMP   | Ministre, maire de Toulon                        |

## Présentation des candidats
Les nouveaux représentants sont élus pour une législature de 6 ans au suffrage universel indirect par les grands électeurs du département. Dans le Var, les quatre sénateurs sont élus au scrutin proportionnel plurinominal. Chaque liste de candidats est obligatoirement paritaire et alterne entre les hommes et les femmes. 6 listes ont été déposées dans le département, comportant chacune 6 noms. Elles sont présentées ici dans l'ordre de leur dépôt à la préfecture et comportent l'intitulé figurant aux dossiers de candidature.

### Parti socialiste
| N° | Candidats | Candidats             | Parti | Principales fonctions                |
| -- | --------- | --------------------- | ----- | ------------------------------------ |
| 01 |           | Pierre-Yves Collombat | PS    | Sénateur sortant, conseiller général |
| 02 |           | Raymonde Carletti     | PS    |                                      |
| 03 |           | André Guiol           | PS    |                                      |
| 04 |           | Marie Bouchez         | PS    |                                      |
| 05 |           | Hervé Philibert       | PS    |                                      |
| 06 |           | Sylvie Guigonnet      | PS    |                                      |

### Union pour un mouvement populaire
| N° | Candidats | Candidats                   | Parti | Principales fonctions                          |
| -- | --------- | --------------------------- | ----- | ---------------------------------------------- |
| 01 |           | Hubert Falco                | UMP   | Sénateur sortant, maire de Toulon              |
| 02 |           | Christiane Hummel           | UMP   | Sénatrice sortante, maire de La Valette-du-Var |
| 03 |           | Georges Ginesta             | UMP   | Député, maire de Saint-Raphaël                 |
| 04 |           | Christine Lanfranchi Dorgal | UMP   | Maire de Saint-Maximin-la-Sainte-Baume         |
| 05 |           | Gil Bernardi                | UMP   | Maire du Lavandou                              |
| 06 |           | Suzanne Arnaud              | UMP   | Maire de Riboux                                |

### Front national
| N° | Candidats | Candidats            | Parti | Principales fonctions                                             |
| -- | --------- | -------------------- | ----- | ----------------------------------------------------------------- |
| 01 |           | David Rachline       | FN    | Maire de Fréjus                                                   |
| 02 |           | Claudine Kauffmann   | FN    | Conseillère municipale de La Celle                                |
| 03 |           | Frédéric Boccaletti  | FN    | Conseiller régional, conseiller municipal de Six-Fours-les-Plages |
| 04 |           | Patricia Zirilli     | FN    |                                                                   |
| 05 |           | Marc-Étienne Lansade | FN    | Maire de Cogolin                                                  |
| 06 |           | Stéphanie Mouriez    | FN    |                                                                   |

### Europe Écologie Les Verts
| N° | Candidats | Candidats            | Parti | Principales fonctions |
| -- | --------- | -------------------- | ----- | --------------------- |
| 01 |           | Denise Reverdito     | EELV  |                       |
| 02 |           | Jean-Laurent Felizia | EELV  |                       |
| 03 |           | Brigitte Del Perugia | EELV  |                       |
| 04 |           | Guy Rebec            | EELV  |                       |
| 05 |           | Sabine Lambert       | EELV  |                       |
| 06 |           | Christian Dépret     | EELV  |                       |

### Divers droite
| N° | Candidats | Candidats          | Parti | Principales fonctions |
| -- | --------- | ------------------ | ----- | --------------------- |
| 01 |           | Alain Trampoglieri | DVD   |                       |
| 02 |           | Patricia Ricard    | DVD   |                       |
| 03 |           | Christian Gazel    | DVD   |                       |
| 04 |           | Nicole Boizis      | DVD   |                       |
| 05 |           | Éric Felten        | DVD   |                       |
| 06 |           | Arlette Bonifai    | DVD   |                       |

| N° | Candidats | Candidats            | Parti | Principales fonctions |
| -- | --------- | -------------------- | ----- | --------------------- |
| 01 |           | Marc Guillaume       | DVD   |                       |
| 02 |           | Christine Prémoselli | DVD   |                       |
| 03 |           | Stéphane Arnaud      | DVD   |                       |
| 04 |           | Danielle Adoux-Copin | DVD   |                       |
| 05 |           | Alain Vigier         | DVD   |                       |
| 06 |           | Sylviane Nervi Sita  | DVD   |                       |

## Résultats
| Tête de liste | Tête de liste         | Liste       | Voix  | %      | Sièges |
| ------------- | --------------------- | ----------- | ----- | ------ | ------ |
|               | Hubert Falco          | UMP         | 1 072 | 50,76  | 2      |
|               | Pierre-Yves Collombat | PS          | 439   | 20,79  | 1      |
|               | David Rachline        | FN          | 401   | 18,99  | 1      |
|               | Alain Trampoglieri    | DVD         | 103   | 4,88   |        |
|               | Marc Guillaume        | DVD         | 51    | 2,41   |        |
|               | Denise Reverdito      | EELV        | 46    | 2,18   |        |
|               |                       |             |       |        |        |
| Inscrits      | Inscrits              | Inscrits    | 2 193 | 100,00 |        |
| Abstentions   | Abstentions           | Abstentions | 48    | 2,19   |        |
| Votants       | Votants               | Votants     | 2 145 | 97,81  |        |
| Blancs        | Blancs                | Blancs      | 17    | 0,79   |        |
| Nuls          | Nuls                  | Nuls        | 16    | 0,75   |        |
| Exprimés      | Exprimés              | Exprimés    | 2 112 | 98,46  |        |